# 粵大記

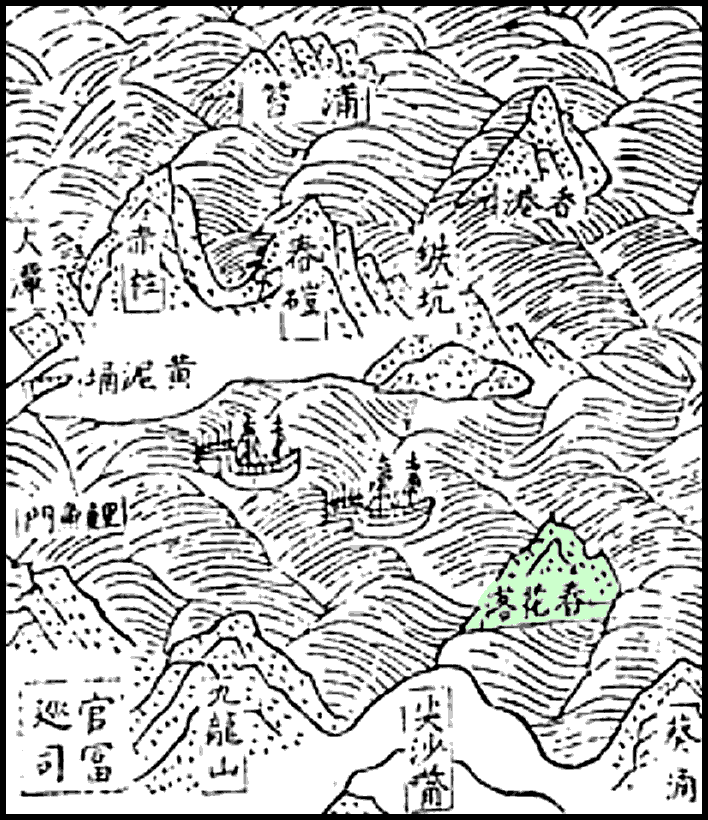
《粵大記》中「春花落」（即青衣島）的記載

《粵大記》是明朝郭棐所著的一本记载广东地方事迹、人物和典章制度专志。始修于明万历五年（1577年），至万历廿三年（1595年）完稿，历时18年之久。全书共计32卷，内容分事纪、科第、宦绩、献征、政事等五类，人物为主，辅以记事；以历史为主、辅以地理；以叙述为主，辅以评论。介绍广东人物574人，与广东有关人物传记421人。

## 内容
- 事纪类：有“廖永忠平粤”,“海岛澄波”等目，每述事毕，必加评语。
- 科第类：分科列名，每人均叙有简历。
- 宦绩类：分“性学渊源”、“忠贞正义”等目。
- 献征类：分“理学正传」等目。
- 政事类：分兵职、军制、军器、弓兵、营堡、沿海汛地、水利、珠池等目，专言典章制度。

## 历史价值与贡献
书末附有“广东沿海图”，詳細記錄廣東沿海包括今日香港的重要聚落名稱，例如將軍澳、黃泥涌、赤柱及稍箕灣（筲箕灣）等，具有重要的研究價值。

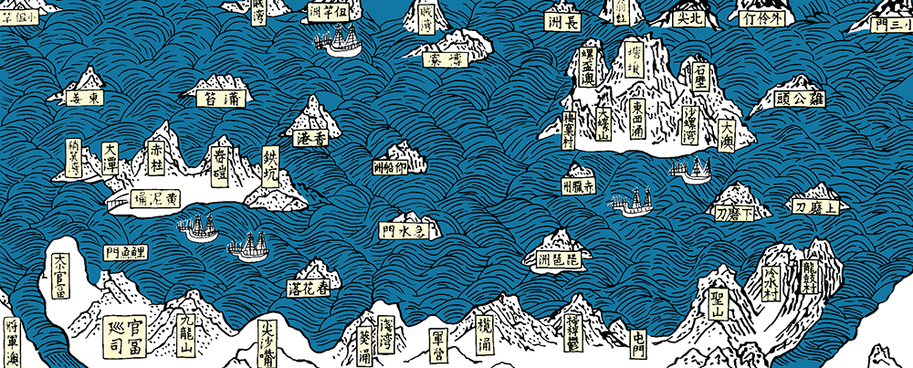
明朝萬曆二十三年 (1595)《粵大記．廣東沿海圖》節錄重繪，圖上為南、圖左為東

圖中「香港」標示現在鴨脷洲的位置，對岸的「鉄坑」是今天的黃竹坑。
志中記载有關香港地名，如青衣島、赤柱、稍箕灣、尖沙嘴、將軍澳、葵涌等，显示明代時期的香港人口已經達到了一定程度。

## 古今地名對照
《粵大記》海防卷所附之「廣東沿海圖」有記載不少香港島嶼及地名，有部分沿用至今，有部分則已更名，但大部份仍可與今名配對。
不過有人認為某些島嶼的位置跟名稱有錯配的可能，例如春花落的位置似是在描述昂船洲，急水門才是青衣，而仰船洲更像馬灣所在，如此類推。
下方為按現代地圖【北上南下、西左東右】方向標示的《粵大記．廣東沿海圖》節錄重繪：
- 香港島
  - 香港：黃竹坑，另有說為鴨脷洲[3]
  - 鉄坑：黃竹坑與深水灣間一海灘
  - 舂磑：舂坎角
  - 大潭：大潭水塘
  - 稍箕灣：筲箕灣
  - 黃泥涌：跑馬地

- 九龍
  - 大小官富：觀塘一帶
  - 官富巡司：九龍寨城一帶
  - 九龍山：京士柏
  - 仰船洲：昂船洲*

- 新界
  - 春花落：青衣*
  - 急水門：馬灣*
  - 淺灣：荃灣
  - 軍營：青龍頭
  - 欖涌：大欖涌
  - 琵琶洲：龍珠島
  - 掃稈鬱：掃管笏
  - 聖山：青山
  - 冷水村：大冷水、小冷水一帶
  - 龍鼓村：龍鼓灘
  - 上磨刀、下磨刀：大磨刀、小磨刀

- 離島
  - 東姜：宋崗
  - 蒲苔：蒲台島
  - 博寮：南丫島
  - 梅窠村：梅窩
  - 螺盃澳：貝澳
  - 塘㙏：塘福
  - 大蠔山：鳳凰山
  - 東西涌：東涌
  - 赤臘洲：赤鱲角
  - 雞公頭：雞翼角（雞山）[4]

古今名字仍一致的有將軍澳、赤柱、大潭、黃泥涌、尖沙嘴、葵涌、屯門、沙螺灣、石壁、大澳、長洲等及部份的萬山群島如北尖島、外伶仃島。

## 参看
- 郭裴
- 廣東通志
- 嶺海名勝志